# Willy Schäfer
Willy Schäfer (30 de abril de 1913 - 16 de outubro de 1980) foi um handebolista de campo suíço, medalhista olímpico.
Fez parte do elenco do bronze olímpico de handebol de campo nas Olimpíadas de Berlim de 1936.